# Micrastur semitorquatus
Il falco di foresta dal collare (Micrastur semitorquatus (Vieillot, 1817)) è un uccello rapace della famiglia dei Falconidi, diffuso nel Nuovo Mondo.

## Descrizione
È un rapace di media taglia, lungo 46–58 cm e con un'apertura alare di 72–86 cm.

## Biologia
Le sue prede sono mammiferi e uccelli, anche di grandi dimensioni, per esempio galliformi come i chachalacas o l'hocco maggiore (Crax rubra), tucani, cacicchi, galletti di roccia.

## Distribuzione e habitat
Questa specie ha un ampio areale che si estende dal Messico, attraverso l'America centrale (Belize, Costa Rica, El Salvador, Guatemala, Honduras, Nicaragua, Panama) e la parte settentrionale del Sud America (Colombia, Ecuador, Guiana Francese, Guyana, Suriname, Bolivia, Perù, Venezuela, Brasile e Paraguay) sino al nord dell'Argentina.